# ブラインド (2011年の映画)
『ブラインド』（原題：블라인드、英題：Blind）は、2011年8月10日から公開された韓国映画。監督はアン・サンフン、主演はキム・ハヌル。偶然ひき逃げ事故に居合わせてしまった盲目の女性が命を狙われるも、事件の目撃者である青年とともに関係していると思われる女子大生失踪事件の調査を行うさまを描く。
2015年に中国で、2019年に日本でそれぞれリメイクされた。

## あらすじ
ソウルの児童養護施設で育ったスアは警察大学の幹部教育生として学んでいたが、同じ施設で弟同然だったドンヒョンがブレイクダンスに熱中することが許せず、実習中に無断で抜け出し、コンクール会場からドンヒョンを引きずり出した。手錠でドンヒョンを車に拘束して連れ帰ろうとするスア。ドンヒョンが暴れたために事故を起こしたスアは失明し、ドンヒョンは死亡した。
3年後、育った児童養護施設を訪ねたスアは、帰宅するために乗ったタクシーで衝突事故に遭遇した。はねたのは犬だと言ってトランクに押し込む運転手。怪しんだスアは運転手から逃れ、警察署に駆け込んだ。
車がはねたのは女性だったと訴えたが、盲人ゆえに信用されないスア。後日、警察署に呼ばれたスアは、捜索願いが出ている女性の案件でチョ刑事から事情聴取を受けた。盲人特有の研ぎ澄まされた感覚で、車内の消毒液の匂いや、運転手が左利きなことを証言するスア。
ひき逃げ事件の目撃者として名乗り出る若者・ギソプ。スアが乗っていたのはタクシーではなく外車で、犯人と目があったと証言するが、スアはタクシーだと譲らず、報奨金目当ての嘘つきとして追い返されるギソプ。だが、スアが乗ったのは、連続女性誘拐殺人犯の車だったのだ。
犯人に後をつけられ、襲われるギソプ。一命は取り留めたが、犯人を見たというギソプの証言が嘘ではなかったと知り、責任を感じるスア。
スアが落とした手帳に書かれた番号で、電話をかけて来る犯人。ギソプも再び狙われると危惧したスアは、退院するギソプを引き止めに行ったが、ギソプは聞く耳を持たずに帰ってしまった。しかし、地下鉄の反対ホームで、スアが犯人につけられているのを目撃するギソプ。
ギソプからのスマホの誘導で次の駅で降り、逃げるスア。エレベーターに追い詰められたスアは薬を注射され朦朧となったが、盲導犬のスルギが犯人に食いつき、スアを逃げ伸びさせた。しかし、スルギが殺されたと聞いて泣き崩れるスア。
スアが射たれた薬は病院で使われるもので、犯人の車の車種もギソプが写真を検索して特定した。犯人は医者である可能性が高まり、捜査に動き出した警察署を出て、児童養護施設に避難するスアとギソプ。
外車の持ち主をあたり、犯人に行き着くチョ刑事。だが、チョ刑事は犯人にメスで切られ死亡した。チョ刑事の携帯の履歴を見て、スアたちのいる児童養護施設に向かう犯人。
児童養護施設の寮母や子供たちは泊りがけで留守にし、スアとギソプだけの建物に侵入する犯人。犯人と格闘したがメスで刺され倒れるギソプ。逃げたスアは建物を停電させ、暗闇の中で犯人に立ち向かった。心の目で犯人の姿を捉え、手にしたレンガで殴り倒すスア。
一年後、スアは盲目ながら警察大学に復学し、ギソプも兵役を終えたら警官になることを約束した。

## キャスト
- スア：キム・ハヌル
- ギソプ：ユ・スンホ
- チョ刑事：チョ・ヒボン

## スタッフ
- 監督：アン・サンフン
- 製作：ユン・チャンオプ
- 脚本：チェ・ミンスク
- 撮影：ソン・ウォンホ
- 照明：シン・サンヨル
- 録音：キム・チャンフン
- 美術：キム・ソンギュ
- 音楽：ソン・ジュンソク
- 編集：シン・ミンギョン
- 配給：ブラウニー

## 受賞歴
第48回 大鐘賞
最優秀主演女優賞 - キム・ハヌル
最優秀脚本賞 - チェン・ミンスク
第32回 青龍映画賞
最優秀主演女優賞 - キム・ハヌル

## リメイク映画（中国版）
『我是証人』のタイトルで2015年に公開された。監督はオリジナルの韓国映画『ブラインド』を手掛けたアン・サンフン、主演はヤン・ミー。日本では『見えない目撃者』の邦題で2016年に公開された。

### キャスト（中国版）
- ルー・シャオシン：ヤン・ミー
- リン・チョン：ルハン
- ルー刑事：ワン・ジンチュン
- リャン・ツォン：リウ・ルイリン
- ：チュー・ヤーウェン（特別出演）

### スタッフ（中国版）
- 監督：アン・サンフン
- 製作：アンディ・ユン、ジジ・チー、ジャオ・ルオヤオ
- 脚本：チェ・ミンスク、アンディ・ユン、アン・サンフン
- 脚色：グー・シャオバイ
- 編集：シン・ミンギョン
- 撮影：ソン・ウォンホ
- アクション監督：クォン・スング

## リメイク映画（日本版）
『見えない目撃者』（みえないもくげきしゃ）のタイトルで日本映画としてリメイクされ、2019年9月20日に公開された。監督は森淳一、主演は吉岡里帆。R15+指定。

### あらすじ（日本版）
浜中なつめは、警察学校卒業式の日に車で交通事故を起こし、同乗の弟を死亡させて自身も失明した。警察を依願退職し、自殺未遂も経験して精神科に通うなつめは、ある夜、自分を追い越して行ったスケボーの人物が自動車と接触しかける音を聞いた。停止した車から助けを求める少女の声を聞くなつめ。だが、「レイサ」という名前を聞き出したところで、車は盲人のなつめを残し走り去った。
長者町警察署に出向き、誘拐事件だと訴えるなつめ。だが、刑事が探し出したスケボーの高校生・国崎春馬は、車に少女など乗っていなかったと証言した。春馬が車の男から金を受け取ったことを知り、その札を警察に提出して指紋鑑定を依頼するなつめ。
車で少女は見なかったという自分の証言が、ハッチバック式の座席で姿が隠れていたためだとなつめに指摘され、気になる春馬。春馬の案内で各種の名簿を売買する「名簿屋」に行ったなつめは、レイサがデリヘル譲の源氏名だと知った。デリヘル仲間から、レイサ(本名レイ)は「救(きゅう)様」に出会って店を辞めたと聞くなつめ。「救様」は少女を風俗業から救うという都市伝説的な存在だった。
ネットで「救様」の情報を求める春馬。そんな春馬を繁華街からつけて、轢き殺そうとする車。からくも命拾いし、ナンバーを記憶する春馬。
どこかの建物に監禁されているレイ。隣のスペースにいた少女と会話したレイは、新しい少女が連れて来られると、前にいた少女が殺されると知った。
春馬がナンバーを見た車の所有者・新井文則は覚醒剤の過剰摂取で死んでおり、敷地内から４体の少女の腐乱死体が見つかった。それぞれの遺体からは鼻、口など別々のパーツが切り取られ、レイの遺体は含まれていなかった。誘拐犯と特定される新井。だが、なつめはそれも真犯人のトリックだと疑った。
死体から切り取られていたパーツが、仏教の６つの煩悩(六根清浄)を指し、犯人が救済のための「儀式殺人」を行っていると推理するなつめ。残る煩悩は視覚と意識だった。犠牲者の少女たちは家出をし、行方不明届けも出されていない。探されず事件になり難い被害者たちだが、行方不明届けの有無は警察官でなければ確認できなかった。
15年前にも6つの煩悩を切断する儀式殺人があったことを思い出す長者町署の木村刑事。犯人は服役中だが、当時の殺害現場には高校生の目撃者・日下部翔がいて、現在は長者町署で若者の補導を担当する警官となっていることを知る木村刑事。だが、日下部に会いに行った木村刑事は殺された。
木村刑事の代理だと言って日下部に連れ出されるなつめ。異変に気づき車から逃げ出したなつめは春馬に電話し、スマホの画面で景色を映して誘導を受けながら逃走した。エレベーターで追い詰められ、薬液を注射されたが駅員が来て助かるなつめ。だが、日下部と戦った盲導犬のパルは重傷を負った。
スマホのスクリーンショットで日下部の犯行は特定されたが、警察も居所を掴めなかった。木村の部下の吉野刑事に頼み込み、15年前の事件現場である空き家の豪邸に向かうなつめと春馬。だが、先に踏み込んだ吉野刑事は日下部に殺された。屋内に入り、被害者の少女を探すなつめと春馬。6人目の少女を見つけたが、春馬は日下部に刺されて倒れた。
電気をショートさせ、暗闇の中で日下部と対決するなつめ。傷ついた春馬と少女を外に逃がし、レイを見つけたなつめは、迫る日下部を吉野刑事の拳銃で射殺した。

### キャスト（日本版）
浜中なつめ
演 - 吉岡里帆
警察学校卒業式の日に運転していた車で交通事故を起こして弟を失い、本人もその事故で視力を失い盲導犬を連れている。事故が原因で配属が決まっていた警察を依願退職して音声の文字起こしの仕事をしている。偶然接触事故を起こした不審な車から助けを求める少女の声に気づいて警察に証言するが、運転者の顔などが見えないことなどによって情報が乏しく相手にされなかったことから、独自に視力以外の五感を研ぎ澄ませ家出少女誘拐事件を追う。
国崎春馬
演 - 高杉真宙
スケボーに打ち込む将来を全く考えていない男子高校生。なつめが目撃した不審な車と接触事故を起こす。なつめとともに家出少女誘拐事件の調査に乗り出す。
吉野直樹
演 - 大倉孝二
長者町警察署捜査一課・強行犯係の刑事。最初はなつめの直訴を視覚障害者の勘違いだとして取り合わなかったが、なつめの能力の高さを目の当たりにして少女誘拐事件の捜査に乗り出す。
木村友一
演 - 田口トモロヲ
長者町警察署捜査一課・強行犯係の定年が近い刑事。なつめを信じて吉野と共に捜査に乗り出す。
高橋修作
演 - 酒向芳
長者町警察署捜査一課・強行犯係の刑事で吉野と木村の上司。
日下部翔
演 - 浅香航大
長者町警察署生活安全課少年係所属の刑事。
新井文則
演 - 中野剛
春馬を轢き殺そうとした車の所有者。逮捕歴あり。
平山隆
演 - 國村隼
定年退職した元刑事。15年前に起きた同様の連続誘拐殺人事件を担当していた。少女誘拐事件の真犯人を暴く重大な情報を提供する。
横山司
演 - 渡辺大知
名簿屋。誘拐された可能性がある少女の身元解明のヒントをもたらす。
桐野圭一
演 - 栁俊太郎
風俗店のスカウトマン。当初犯人だと思われていたが、潔白が証明された。
レイサ
演 - 中田青渚
JKリフレで働く少女。母親からネグレクトに遭っており、それに犯人につけこまれ少女誘拐事件の被害者となる。
京子
演 - 大出菜々子
JKリフレで働く少女。少女誘拐事件の被害者となる。
明日香
演 - 松川星
少女誘拐事件の被害者となる。
陽菜
演 - 坂ノ上茜
JKリフレで働く少女。事件の真相に繋がる、ある重要な証言をする。
彩夏
演 - 伊藤歌歩
京子の友人。事件の真相に繋がる、ある重要な証言をする。
浜中満代
演 - 松田美由紀
なつめの母。なつめがこの事件に関わることに猛烈に反対した。
浜中大樹
演 - 松大航也
なつめの弟。なつめが視力を失った事故で死亡。

### スタッフ（日本版）
- 原案：Baced on the movie “BLIND” produced by Moon Watcher
- 監督：森淳一
- 脚本：藤井清美、森淳一
- 音楽：大間々昂
- 主題歌：みゆな「ユラレル」（A.S.A.B）[7]
- 製作：村松秀信、加太孝明、Andy YOON、與田尚志、久保雅一、宮崎伸夫、有馬一昭、髙木雄一郎、猪野丈也
- 共同製作：YerHyun BAEK、DoJin KIM
- エグゼクティブプロデューサー：紀伊宗之、Andy YOON
- プロデューサー：小出真佐樹
- 共同プロデューサー：飯田雅裕
- アソシエイトプロデューサー：高橋大典
- ラインプロデューサー：山下秀治
- 撮影：高木風太
- 美術：禪洲幸久
- 照明：藤井勇
- 録音：竹内久史
- 装飾：森久美
- 衣装：宮本茉莉
- ヘアメイク：佐野真知子
- 特殊メイク：江川悦子
- 編集：瀧田隆一
- 音響効果・音楽エディター：大河原将
- スクリプター：湯澤ゆき
- スチール：蒔苗仁
- 助監督：水野貴之
- 制作担当：星雅晴
- 警察監修：石坂隆昌
- 医療監修：中澤暁雄
- ドッグトレーナー：宮忠臣
- 視聴覚取材協力：劇団ふぁんハウス
- VFX：IMAGICA Lab.
- オリジナル・サウンドトラック：Anchor Records
- ノベライズ：豊田実加（小学館文庫）
- 企画・制作プロダクション：ROBOT、Moon Watcher
- 配給・製作幹事：東映
- 製作：「見えない目撃者」フィルムパートナーズ（東映、ROBOT、Moon Watcher、東映ビデオ、小学館、朝日新聞社、イオンエンターテイメント、エー・チーム、エイベックス・エンタテインメント）

### 受賞歴（日本版）
- 第43回日本アカデミー賞[8]
  - 新人俳優賞 - 吉岡里帆